# Thouinia elliptica
Thouinia elliptica är en kinesträdsväxtart som beskrevs av Ludwig Radlkofer. Thouinia elliptica ingår i släktet Thouinia och familjen kinesträdsväxter. Inga underarter finns listade i Catalogue of Life.